# ديك بيرغ
ديك بيرغ (بالإنجليزية: Dick Berg)‏ هو منتج أفلام وكاتب سيناريو أمريكي، ولد في 16 فبراير 1922 في نيويورك في الولايات المتحدة، وتوفي في 1 سبتمبر 2009.

## وصلات خارجية
- ديك بيرغ على موقع IMDb (الإنجليزية)
- ديك بيرغ على موقع ألو سيني (الفرنسية)
- ديك بيرغ على موقع أول موفي (الإنجليزية)
- ديك بيرغ على موقع قاعدة بيانات الأفلام السويدية (السويدية)
- ديك بيرغ على موقع قاعدة بيانات الفيلم (الإنجليزية)
- ديك بيرغ على موقع كينوبويسك (الروسية)